# Thamnobates
Thamnobates is een geslacht van rechtvleugeligen uit de familie sabelsprinkhanen (Tettigoniidae). De wetenschappelijke naam van dit geslacht is voor het eerst geldig gepubliceerd in 1898 door Saussure & Pictet.

## Soorten
Het geslacht Thamnobates  is monotypisch en omvat slechts de volgende soort:
- Thamnobates subfalcata (Saussure & Pictet, 1898)